# Thyestes
Trong thần thoại Hy Lạp, Thyestes (phát âm: /θaɪˈɛstiːz/, tiếng Hy Lạp: Θυέστης, [tʰyéstɛːs]) là vua của Olympia. Thyestes và anh trai sinh đôi của ông, Atreus đã âm mưu giết chết Chrysippus, người anh em cùng cha khác mẹ của họ. Sau đó, cả hai anh em phải bị lưu đày đến thành Mycenae. Nhân lúc vua Eurystheus trị vì ở đó đang chiến đấu với các Heracleidae là con cháu của người anh hùng Heracles, Atreus và Thyestes đã chiếm lấy ngôi báu. Tưởng chừng hai người chỉ trị vì tạm thời, thế nhưng Eurystheus đã tử trận.
Vở kịch  Thyestes  của Seneca vào năm 62 SCN là một trong những nguyên tác cho thể loại bi kịch trả thù. Mặc dù lấy cảm hứng từ thần thoại và truyền thuyết Hy Lạp nhưng nội dung vở kịch của Seneca lại khác hẳn.

## Gia đình
Thyestes là con trai của vua Pelops với hoàng hậu Hippodamia. Ông là cha ruột của Pelopia và Aegisthus. Ba người con trai còn lại của ông là Aglaus, Orchomenus và Calaeus đều bị chính Atreus giết chết.

## Thần thoại
Pelops và Hippodamia có với nhau nhiều người con, trong đó có hai anh em sinh đôi là Atreus và Thyestes. Theo một số dị bản, cả hai người đã giết người anh em cùng cha khác mẹ của họ là Chrysippus. Vì tội ác đó, Hippodamia, Atreus và Thyestes đã bị đày đến thành Mycenae, sau đó Hippodamia đã được cho là treo cổ tự tử ở đây.
Atreus từng hứa sẽ hiến tế con cừu tốt nhất của mình cho nữ thần Artemis. Tuy nhiên, khi tìm thấy một con cừu vàng, ông đã tặng cho người vợ, Aerope, để trốn tránh nữ thần. Aerope lại đưa nó cho Thyestes, khi đó là người tình của bà. Thyestes đã thách Atreus rằng ai có con cừu vàng sẽ được lên làm vua thành Mycenae. Vậy là Thyestes đã lên ngôi và trị vì thành Mycenae. Nhưng sau đó, Atreus giành lại ngai báu nhờ lời phát truyền từ thần Hermes.
Atreus lại biết được Aerope đã ngoại tình với Thyestes liền quyết định trả thù. Ông giết những người con của Thyestes, làm thịt chúng rồi lừa cho Thyestes ăn thịt chúng. Thyestes lại bị trục xuất vì tội ăn thịt người. Tức giận, Thyestes đến đền thờ cầu xin các vị thần giúp ông giết được Atreus. Vậy là ông đã được phán truyền rằng: Muốn giết được Atreus, ông phải có có một đứa con trai với chính Pelopia, con gái của ông. Tuy nhiên, khi Aegisthus, con trai của Thyestes và Pelopia sinh ra, đứa bé đã bị mẹ bỏ rơi. Một người chăn cừu đã tìm thấy Aegisthus rồi trao nó cho vua Atreus nuôi dưỡng như con ruột của mình. Sau đó Atreus lại cưới Pelopia làm vợ.
Khi trưởng thành, Aegisthus mới biết được sự thật rằng ông chính là cha ruột của chàng. Aegisthus đã nổi điên tìm giết Atreus, mặc dù trước đó Atreus và Aerope đã có hai con trai, Agamemnon và Menelaus, và một con gái là Anaxibia.
Thyestes và Aegisthus nắm được quyền cai trị thành Mycenae. Còn các con trai của Atreus là Agamemnon và Menelaus bị lưu đày đến thành Sparta. Vị vua Tyndareus trị vì thành Sparta khi ấy đã gả con gái cho hai anh em họ rồi giúp họ trở về Mycenae để lật đổ ngai vàng của cha con Thyestes. Cuối cùng, Thyestes phải sống ở Kythira cho tới hết đời.